# Menhir de Cosquer Ven
Le menhir de Cosquer Ven est un menhir situé sur la commune d'Elliant, dans le département du Finistère en France.

## Historique
Il est inscrit au titre des monuments historiques par arrêté du 24 février 1969.

## Description
Le menhir mesure 3,50 m de hauteur. 